# Enge-Sande
Enge-Sande (en frisón septentrional: Ding-Sönj; en juto del sur: Æng-'Sanj; en bajo alemán: Eng-De Sand) es un municipio situado en el distrito de Frisia Septentrional, en el estado federado de Schleswig-Holstein (Alemania), con una población a finales de 2016 de unos 1082 habitantes.
Se encuentra ubicado al noroeste del estado, cerca de la costa del mar del Norte y de la frontera con Dinamarca.